# Штефан Фюле
Ште́фан Фю́ле (чеськ. Štefan Füle; нар. 24 травня 1962, Соколов, ЧССР (нині Карловарський край, Чехія) — чеський політичний діяч, дипломат, у 2010-2014 Єврокомісар з питань розширення та Європейської політики сусідства в Європейській Комісії під головуванням Баррозу, строк повноважень якої сплинув 1 листопада 2014.

## Початок кар'єри
Навчався на філософському факультеті Карлового університету в Празі та в Московському державному інституті міжнародних відносин. 
У 1982–1989 був членом компартії Чехословаччини.

## Дипломатична діяльність
Обіймав низку посад у міністерстві закордонних справ Чеської Республіки. Працював Першим секретарем Постійного представництва Чеської Республіки при ООН в Нью-Йорку в 1990-1995. Його наступне призначення пов'язане з роботою в будинку міністерства в Празі і триває до 1998. Потім він працює послом Чехії в Литві, також будучи там відповідальним за зв'язки з НАТО. 
У 2000 обійняв посаду першого заступника міністра оборони, але пізніше повернувся на дипломатичну роботу. Перебував на посаді посла своєї держави в Сполученому Королівстві, після чого його було призначено Постійним представником Чехії в НАТО.

## Єврокомісар
У 2009 займав посаду міністра в європейських справах перехідного уряду Яна Фішера.
Уряд Яна Фішера чекав, що політичні партії погодяться на одного кандидата на посаду наступного європейського комісара у справах Чехії. Але політичні партії не змогли зійтися на якомусь одному імені. Соціал-демократи висунули Владимира Шпідлу, тоді як Громадянські демократи обрали Александра Вондру. Дві партії меншості Партія зелених Чехії та Християнсько-демократичний союз — Чехословацька народна партія визначили своїми кандидатами Яна Швейнара та Павела Свободу відповідно.
Президент Єврокомісії Жозе Баррозу настійно рекомендував Чеській Республіці не зволікати з оголошенням імені остаточного висуванця. Цю посаду було також запропоновано Прем'єр-міністру Янові Фішеру, але той відмовився. Ходили чутки, що цей пост запропонували Владимирові Длоуги та Зденеку Тумі. Длоуги згодився прийняти це призначення, тоді як Тума відмовився. 10 листопада 2009 р. уряд Яна Фішера ухвалив рішення затвердити призначення Фюле на наступний строк повноважень Європейської Комісії під головуванням Жозе Баррозу.

## Фюле і Україна
18 березня 2014 ствердив, що Євросоюз повинен прийняти Україну до свого складу та має розглянути питання про розширення з огляду на ситуацію в Україні. 16 квітня 2014 на сесії Європарламенту в Страсбурзі в рамках слухань з приводу тиску Росії на Україну він заявив, що Росія кинула виклик Європі та її принципам. 16 вересня 2014 на засіданні Європарламенту Фюле заявив, що Росія в разі ратифікації Угоди про асоціацію ЄС та України може почати повномасштабну економічну і торговельну війну, та водночас він ствердив, що Україна і ЄС — це єдині гравці, чиї голос і думка мають значення у справі Угоди, а також що приводу для стурбованості у Росії немає і текст Угоди залишиться незмінним.
26 листопада 2014, вже після відходу з посади єврокомісара, дав інтерв'ю часопису Der Spiegel, де поклав частину провини за ситуацію в Україні на окремі країни ЄС та заявив, що керівництво Німеччини теж має нести частку відповідальності за обстановку, яка склалася на Донбасі.
У січні 2022 року Фюле намагався повернутися у фокус політичного життя в Україні, у команді підтримки 5-го президента Петра Порошенка. 19 січня він прибув до Києва для участі у засіданні Печерського районного суду, де обирали запобіжний захід Порошенку у "вугільній справі".

### Цікаві факти
- На саміті YES 2010 р. тодішній президент України Віктор Янукович вкотре обмовився, назвавши єврокомісара «паном Філє».[9][10][11]

## Особисте життя
Одружений, має трьох дітей, двох дочок і сина.